# Колыванский медеплавильный завод
Колыванский медеплавильный завод — медеплавильный завод в Колывани, Россия. Работал в 1729—1799 годах. Открыт Акинфием Демидовым.

## История
В 1726 году на реке Локтевке (ранее Колыванка) (приток Чарыша), в 4 км от современной Колывани был построен первый плавильный горн, «колыванский ручной завод», на котором была предпринята пробная выплавка меди. Металлургические предприятия того времени имели вододействующие механизмы. В работе этого завода кожаные меха, необходимые для раздувания огня в плавильной печи, приводились в движение не от водяного колеса, а вручную. Такая технология позволяла перерабатывать сравнительно немного руды и была малоэффективной. С самого начала расположенный в пограничье завод страдал от набегов. Уже в июне 1728 года кузнецкий воевода доносил в Тобольск, что «Колыванские заводы Демидова» подверглись нападению «неприятельских воинских людей», которые угнали 3790 лошадей и ранили 2-х человек.
Приехавший из Петербурга горный офицер Н. Г. Клеопин принял решение о переносе (строительстве нового) завода на реку Белая. Завод начал действовать в сентябре 1729 г. Он был назван Колыванским, потом по имени построенной при заводе церкви Воскресения Христова переименован в Колывано-Воскресенский. Завод представлял собой хорошо оборудованное для того времени предприятие. На заводе была построена плотина, плавильня с вододействующими мехами для подачи воздуха, обжигальня, гармахерская для выплавки чистой меди, вододействующая лесопилка, кузница, котельная.
Завод был закрыт в 1799 году. На его месте и в его помещениях в 1802 году был открыт Колыванский камнерезный завод.